# Дейв Брайт
Девід Джон Брайт (англ. David John Bright; нар. 29 листопада 1949, Мейдстоун, Англія) — новозеландський футболіст, захисник.

## Клубна кар'єра
Дейв Брайт народився 29 листопада 1949 року в Англії, футболом розпочав займатися в клубі «Стілінгбурн», де грав у Кентській лізі або Південній лізі.
У 1975 році емігрував у Нову Зеландію, де спочатку грав за «Манувера АФК». Разом з командою виграв чемпіонат країни (1983) та Кубок Нової Зеландії (1978 та 1984 року). 
Ще будучи гравцим 1983 року призначений помічником головним тренером Морісом Тіллотсоном помічником тренера команди в 1983 році. У 1984 році знову виступав на позиції центрального захисника, виграв разом з командою кубок та кубок виклику. 
Футбольну кар'єру завершив у «Норз Шор Юнайтед», після чого перейшов на тренерську роботу.

## Кар'єра в збірній
Отримавши новозеландський паспорт, отримав право виступати в збірній країні. Вперше футболку національної збірної одягнув 1979 року в товариському матчі проти «Норвіч Сіті» В офіційних матчах дебютував за новозеландців 29 червня 1979 року в переможному (6:0) поєдинку проти Фіджі. Виступав у кваліфікації чемпіонату світу 1982 року, через що на початку сезону на клубному рівні не грав. Потім потрапив до заявки на Чемпіонат світу 1982 року, але на турнірі грали Боббі Елмонд та Рікі Герберт, так і не зіграв жодного матчу під час турніру. Востаннє футболку національної збірної зіграв 14 лютого 1982 року в програному (1:2) поєдинку проти Угорщини. У період з 1979 по 1982 рік зіграв 8 матчів у футболці збірної Нової Зеландії.
| Матчі та голи в збірній | Матчі та голи в збірній | Матчі та голи в збірній | Матчі та голи в збірній | Матчі та голи в збірній | Матчі та голи в збірній | Матчі та голи в збірній |
| #                       | Дата                    | Місце                   | Суперник                | Гол                     | Рахунок                 | Змагання                |
| ----------------------- | ----------------------- | ----------------------- | ----------------------- | ----------------------- | ----------------------- | ----------------------- |
| 1.                      | 29.06.1979              | Сува                    | Фіджі                   |                         | 6:0                     | Товариський матч        |
| 2.                      | 01.07.1979              | Лаутока                 | Фіджі                   |                         | 3:0                     | Товариський матч        |
| 3.                      | 26.07.1979              | Нумеа                   | Нова Каледонія          |                         | 2:0                     | Товариський матч        |
| 4.                      | 03.10.1979              | Манама                  | Бахрейн                 |                         | 2:0                     | Товариський матч        |
| 5.                      | 20.08.1980              | Окленд                  | Мексика                 |                         | 4:0                     | Товариський матч        |
| 6.                      | 15.09.1980              | Ванкувер                | Канада                  |                         | 0:4                     | Товариський матч        |
| 7.                      | 16.08.1981              | Окленд                  | Фіджі                   |                         | 13:0                    | квал. ЧС 1982           |
| 8.                      | 14.02.1982              | Крайстчерч              | Угорщина                |                         | 1:2                     | Товариський матч        |

## Особисте життя
Син Дейва, Кріс Брайт, також виступав за збірну Нової Зеландії.

## Досягнення
«Манурева»
- Чемпіонат Нової Зеландії
  -  Чемпіон (1): 1983

- Кубок Нової Зеландії
  -  Володар (2): 1978, 1984

- Кубок виклику Нової Зеландії
  -  Володар (1): 1984